# Zulma Bouffar
Répertoire
- La Vie parisienne (1866)
- Le Roi Carotte (1872)
- Le Voyage dans la lune (1875)

Scènes principales
- Théâtre de l'Ambigu-Comique

Zulma Bouffar est une comédienne et chanteuse française, née à Nérac le 23 mai 1843 et morte le 20 janvier 1909, rue Piccini, dans le 16e arrondissement de Paris.

## Biographie
Fille d'un acteur, Élie Agel Bouffar, et de Victoire Marchand, elle fait ses débuts à Marseille en 1849 dans La Fille bien gardée, puis enchaîne les engagements dans les cafés-concerts de Lyon et de Bruxelles où elle se produit en compagnie de Marie Cico. Orpheline à treize ans, elle parcourt l'Allemagne, les Pays-Bas, la Suède et le Danemark avec une troupe allemande dans un répertoire de chansonnettes françaises avant de se poser à Bruxelles en 1858, puis à Liège en 1860. C'est là qu'elle est remarquée en 1862 par le comédien Geoffroy, qui lui propose d'entrer au théâtre du Palais-Royal. Elle refuse et reprend ses tournées aux Pays-Bas et en Allemagne. 
C'est à Hombourg qu'elle fait la connaissance de Jacques Offenbach en 1863. De leur liaison secrète naîtront deux enfants... et de nombreuses opérettes et opéras-bouffes parmi lesquels Lischen et Fritzchen, Il Signor Fagotto (1863), Les Géorgiennes, Jeanne qui pleure et Jean qui rit (1864), Les Bergers (1865), La Vie parisienne (1866), Le Château à Toto (1868), Les Brigands (1869), Le Roi Carotte (1872), Les Braconniers (1873) et Le Voyage dans la lune (1875). 
Les théâtres parisiens s'arrachent « la Patti de l'opérette » : après les Bouffes-Parisiens, on la voit au Palais-Royal, aux Folies-Dramatiques (La Fille de l'air), aux Menus-Plaisirs (Geneviève de Brabant), aux Variétés (La Cour du roi Pétaud), à la Gaîté, et même au Théâtre-Lyrique dans La Flûte enchantée !
Après une grande tournée en province et en Belgique, elle fait sa rentrée à la Renaissance où elle crée La Reine Indigo (1875), Kosiki (1876), La Tzigane (version française de La Chauve-Souris de Johann Strauss (1877) et La Camargo (1878).
Pressentie pour être la Carmen de Bizet mais évincée au profit de Célestine Galli-Marié, elle joue encore dans l'adaptation théâtrale des Mystères de Paris en 1887 à l'Ambigu, théâtre dont elle assure la direction de 1891 à 1893. Elle finit sa vie à la Maison de retraite des artistes de Pont-aux-Dames (?)

## Carrière

Zulma Bouffar au théâtre de la Renaissance en 1878 (cliché Nadar)

- 1863 : Lischen et Fritzchen de Jacques Offenbach, Bouffes-Parisiens : Lischen
- 1864 : Il signor Fagotto de Jacques Offenbach, Bouffes-Parisiens : Moschetta
- 1864 : Les Géorgiennes de Jacques Offenbach, Bouffes-Parisiens : Nani
- 1865 : Jeanne qui pleure et Jean qui rit de Jacques Offenbach, Bouffes-Parisiens : Jeanne/Jean
- 1865 : Les Bergers de Jacques Offenbach, Bouffes-Parisiens : Eros/L'intendant/Jeannet
- 1866 : La Vie parisienne de Jacques Offenbach, Palais-Royal : Gabrielle
- 1867 : Geneviève de Brabant de Jacques Offenbach, Menus-Plaisirs : Drogan
- 1868 : Le Château à Toto de Jacques Offenbach, Palais-Royal : Hector de la Roche-Trompette dit Toto
- 1869 : Les Brigands de Jacques Offenbach, Variétés :  Fragoletto
- 1872 : Le Roi Carotte de Jacques Offenbach, Gaîté : Robin-Luron
- 1873 : Les Braconniers de Jacques Offenbach, Variétés : Ginetta
- 1873 : La Vie parisienne de Jacques Offenbach (2e version), Variétés : Gabrielle
- 1875 : Le Voyage dans la lune de Jacques Offenbach, Gaîté : le prince Caprice
- 1875 : La Reine Indigo de Johann Strauss, Renaissance : Fantasca
- 1876 : Kosiki de Charles Lecocq, Renaissance : Kosiki
- 1877 : La Tzigane de Johann Strauss fils, Renaissance : Arabelle
- 1878 : La Camargo de Charles Lecocq, Renaissance : La Camargo
- 1884 : La Fille du diable de Clairville, Paul Siraudin et Lambert-Thiboust, Théâtre de l'Ambigu-Comique

## Hommage
« Plus douce que le nénuphar

Dans l'eau claire, une aurore blanche

Baise ton pied rose et ta hanche

Ivoirine, ô Zulma Bouffar. »

— Alphonse Daudet